# Kepler-22 b
Kepler-22 b est une exoplanète en orbite autour de Kepler-22, une étoile de la séquence principale et de type spectral G5, semblable au Soleil mais de métallicité moitié moindre, située à environ ∼ 638 a.l. (∼ 196 pc) du Système solaire dans la constellation du Cygne. Il s'agit de la première planète découverte par le télescope spatial Kepler dans la zone habitable d'une naine jaune, annonce faite par la NASA le 5 décembre 2011, lors d'une conférence de presse annoncée quelques jours auparavant.

## Propriétés physiques et orbitales
Il s'agit d'un corps large d'environ 2,38 fois le rayon terrestre, soit environ 13,5 fois le volume de la Terre. Sa masse demeure indéterminée, estimée seulement avec une borne supérieure de 124 masses terrestres dans un intervalle de confiance de 3σ (environ 99,7 %), de 82 masses terrestres dans un intervalle de confiance de 2σ (environ 95 %), et de 35 masses terrestres dans un intervalle de confiance de 1σ (environ 68 %).
Kepler-22 b orbite en près de 290 jours à environ 0,85 UA de son étoile parente, dont la luminosité n'est que de 80 % de celle du Soleil, de sorte que sa température d'équilibre moyenne en surface s'établit à −11 °C. Un corps de cette taille ayant sans le moindre doute — quelle que soit sa nature (gazeuse, tellurique ou autre) — une atmosphère suffisamment épaisse pour générer un effet de serre significatif, il est possible que les conditions existent en surface ou dans l'atmosphère de cette exoplanète permettant l'existence d'eau liquide, ce qui place cet astre dans la « zone habitable » de son étoile parente.

## Caractéristiques physiques
La température d'équilibre de la surface de la planète est de 22 °C.
Son rayon est de 0,212 rayon jovien ou 2,33 rayons terrestres soit 
14 820 km environ.

## Dans la culture
L'un des personnages du jeu Head Soccer porte le nom de Kepler 22B. Il est représenté par une tête d'extraterrestre verte, tel que la culture les représente.
Bien que sa gravité trop importante ne permette pas la vie humaine, cette planète a été choisie comme candidate par les humains athées pour créer une colonie d'humains élevés par des androïdes dans la série HBO Raised by Wolves de 2020.